# Segunda División Peruana 1967
La Segunda División Peruana 1967, la 25ª edición del torneo, fue jugada por diez equipos. 
El ganador del torneo, KDT Nacional, logró el ascenso al Campeonato Descentralizado 1968 mientras que Íntimos de la Legua perdió la categoría al haber ocupado el último lugar.

## Ascensos y descensos
| Posición | Ascendido al Descentralizado 1967 |
| -------- | --------------------------------- |
| 1º       | Porvenir Miraflores               |

| Posición | Descendido del Descentralizado 1966 |
| -------- | ----------------------------------- |
| 14º      | Carlos Concha                       |

| Posición | Ascendido de Liguilla de Ascenso 1966 |
| -------- | ------------------------------------- |
| 1º       | Independiente Sacachispas             |

| Posición | Descendido a Liga de Lima 1967 |
| -------- | ------------------------------ |
| 10º      | Atlético Lusitania             |

## Equipos participantes
| Club                        | Ciudad |
| --------------------------- | ------ |
| Atlético Deportivo Olímpico | Callao |
| Atlético Sicaya             | Callao |
| Carlos Concha               | Callao |
| Ciclista Lima               | Lima   |
| Independiente Sacachispas   | Lima   |
| Íntimos de la Legua         | Callao |
| Juventud Gloria             | Lima   |
| KDT Nacional                | Callao |
| Racing San Isidro           | Lima   |
| Unión América               | Lima   |

## Tabla de posiciones
| #  | Club                        | PTS |
| -- | --------------------------- | --- |
| 1  | KDT Nacional                | 25  |
| 2  | Independiente Sacachispas   | 24  |
| 3  | Atlético Deportivo Olímpico | 21  |
| 4  | Ciclista Lima               | 20  |
| 5  | Carlos Concha               | 19  |
| 6  | Racing San Isidro           | 18  |
| 7  | Atlético Sicaya             | 15  |
| 8  | Unión América               | 14  |
| 9  | Juventud Gloria             | 13  |
| 10 | Íntimos de la Legua         | 11  |

|  | Campeón y ascendido al Campeonato Descentralizado 1968 |
|  | Descendido a la Liga del Callao 1968                   |
| Predecesor: 1966 | Segunda División del Perú 1967 | Sucesor: 1968 |

- Datos: Q95971523